# Fendlera linearis
Fendlera linearis är en hortensiaväxtart som beskrevs av Alfred Rehder. Fendlera linearis ingår i släktet Fendlera och familjen hortensiaväxter. Inga underarter finns listade i Catalogue of Life.